# 肖恩·費恩
肖恩·費恩（英語：Shawn Fain，1968年10月30日—）是一名美國工會工作者，2023年3月起擔任美國汽車工人聯合會（UAW）主席。他的職業是電工，曾在印第安那州科科莫的斯泰蘭蒂斯汽車零件工廠工作。他加入UAW已有29年，是改革核心小組團結所有工人爭取民主（UAWD）的成員。費恩是第一位由工會成員直接選舉產生的UAW主席，也是2023年美國汽車工人聯合會罷工的核心人物。
2023年，費恩競選工會主席，對手是現任主席雷·柯瑞，他領導的名為UAW成員聯合（UAW Members United）的陣營重點反對腐敗、特許權和分級工資結構。在工會成員直接選舉主席的首次選舉中，法因以 477 票的優勢獲勝，並於3月就職。
在任期間，他主張更積極的談判風格、更多的會員參與以及工會積極支持贊同工會議程的政治人物。費恩相對激進的勞工立場和談判風格促使UAW決定授權舉行2023年美國汽車工人聯合會罷工。

## 早年生活
費恩於1968年10月30日出生於印第安那州科科莫。他是兩位通用汽車UAW退休人員的孫子。他的祖父於1937年開始在克萊斯勒工作，當年克萊斯勒工人在靜坐罷工後加入UAW。他的父親曾擔任科科莫警察局長。。費恩畢業於泰勒高中。

## 2023年美國汽車工人聯合會罷工
當選主席幾天後，費恩就對汽車製造商表示UAW 已經「受夠了現狀」。在2023年的合約重新談判中，費恩主張立即為工人增加20%的工資，然後每年逐步增加，總共增加46%。此後，UAW將要求的漲幅降至36%。費恩也呼籲終止分級薪資和福利，收回UAW在2007年—2008年環球金融危機期間做出的讓步，包括恢復生活費調整和穩健的退休金。費恩在合約重新談判期間的強硬立場促使工會決定於9月15日開始2023年美國汽車工人聯合會罷工。這是UAW 88年歷史上首次同時發起針對汽車製造商三巨頭的罷工。
分析師丹尼爾·艾夫斯（Daniel Ives）對路透社說：「這不是你祖父的UAW。費恩就像一個棋手在下棋。他正在領導21世紀的工會談判。」。費恩在談判期間利用社群媒體平台，發布了紀錄片風格的短片。
在《紐約時報》2023年10月5日的一篇報道中，費恩說：「在我看來，億萬富翁沒有生存的權利。」他還說：「有一個億萬富翁階層，還有我們其他人。」
費恩經常出現在Facebook Lives上，直接向UAW成員發表講話，引用《聖經》和麥爾坎·X的名言。在2023年8月初的一次直播中，可以看到費恩將汽車製造商斯泰蘭蒂斯的報價單扔進了一個廢紙簍，並說道：「這就是它的歸宿——垃圾桶，因為它就是垃圾。」。2023年9月，他說：「迄今為止，9月罷工已被證明是有效的，應該讓雇主們再三考慮。」

## 2023年大眾汽車組織車道
在2023年美國汽車工人聯合會罷工結束時，費恩承諾要讓更多的汽車公司加入工會，他說：「當我們在2028年回到談判桌前時，將不僅僅是與三巨頭談判，而是與五巨頭或六巨頭談判。」。2023年12月7日，UAW宣布田納西州查塔努加的大眾汽車工廠的汽車工人已經開始組建工會的努力，超過1,000名成員簽署了工會卡。

## 外部連結
- 维基共享资源上的相關多媒體資源：肖恩·費恩